# Allylamine
Allylamine is het eenvoudigste stabiele onverzadigd amine met als brutoformule C3H7N. De stof komt voor als een kleurloze vloeistof met een ammoniakachtige geur.

## Synthese
Zuiver allylamine kan bereid worden door hydrolyse van allylisothiocyanaat. Een alternatieve synthesemethode is de behandeling van allylchloride met ammoniak, gevolgd door destillatie. Dit leidt echter tot vorming van polyaminederivaten van propeen, wat meestal ongewenst is.

## Toepassingen
Allylamine is een grondstof voor het polymeer polyallylamine en diverse copolymeren. Farmaceutisch belangrijke allylamines zijn onder meer terbinafine en naftifine die beide een antimycotische werking hebben en flunarazine, een calciumantagonist die gebruikt wordt om migraine te voorkomen.